# Судові акти
Судові акти — юридичні документи встановленої процесуальним законодавством форми, які засвідчують той чи інший факт, котрий мав місце під час судового провадження:
- протоколи судових засідань;
- судові ухвали;
- вироки тощо.